# 大込一男
大込 一男（おおごめ かずお、1943年1月18日 - ）は、日本の経営者。日清オイリオグループ社長、会長を務めた。

## 来歴・人物
東京都出身。1966年に早稲田大学政治経済学部を卒業し、同年に日清製油(のちの日清オイリオグループ)に入社した。1995年6月に取締役に就任し、2000年6月に常務、2003年4月に専務を経て、2005年10月に社長に就任。2011年6月に会長に就任。
2013年4月に旭日中綬章を受章した。